# Taimyroconus
Taimyroconus is een geslacht van uitgestorven weekdieren uit de klasse van de Gastropoda (slakken).

## Soort
- Taimyroconus zakharovi Guzhov, 2015 †